# Ппонтвігі
Ппонтвігі (кор. 뻥튀기) — це зерна, які були розширені («роздуті») шляхом обробки. Їх готували протягом століть за допомогою найпростіших методів, таких як попкорн. Сучасні розпушені зерна часто створюються за допомогою високої температури, тиску або екструзії.
Розпушений рис або інші зерна іноді зустрічаються як вулична їжа в Китаї, Кореї (так званий «ppeong twigi» 뻥튀기) і Японії (так званий «pon gashi» ポン菓子), де роздрібнювачі здійснюють процес затягування за допомогою вбудованого візка/пуффера з обертовою сталева барокамера, нагріта над відкритим полум'ям. Великий гуркіт звук, який створюється при звільненні від тиску, служить рекламою.